# Аквасанта (Месина)
Аквасанта (итал. Acquasanta) је насеље у Италији у округу Месина, региону Сицилија.
Према процени из 2011. у насељу је живело 65 становника. Насеље се налази на надморској висини од 231 м.